# Incidente de Talambo
El Incidente de Talambo  ocurrió durante una de las fases más tensas de las relaciones entre Perú y España, a mediados del siglo XIX y tuvo consecuencias funestas para la comunidad de naciones hispanas.
El 4 de agosto de 1863 murió un colono español a manos de grupo armado a servicio del hacendado Salcedo quien tenía desacuerdos con los colonos.

## Incidente
En 1859 el hacendado Manuel Salcedo solicitó permiso para importar 1000 labradores a su hacienda de Talambo y tras obtenerlo llegaron al Callao 269 vascos, de los cuales 95 eran hombres, 49 mujeres y 125 niños. No bien llegados al Perú, y tras desacuerdos con Salcedo, unos 80 abandonaron el lugar. Manuel Salcedo quería que cultivasen algodón, que ellos no sabían cultivar, por lo que cultivaron hortalizas en conflicto con Salcedo. 
En los días anteriores Manuel Salcedo recriminó a un colono, Marcial Miner, que le hizo frente, algo inusual en las costumbres peruanas. Por ello Salcedo ordenó a su mayordomo, Carmen Valdés, arrestar a Miner, para lo cual, el día 4 de agosto de 1863, Valdés reclutó 40 hombres en el pueblo.
El patrón mandó a  detenerle, lo que fue resistido por los colonos quienes apoyaron a su compañero y hubo tiros, circunstancia en la que murió el colono Juan Miguel Ormazábal y uno de los enviados por el patrón.
El día 5 se presentó el juez de paz de Chepén, quien no comenzó a indagar sino hasta que llegó una persona letrada que redactó el sumario.

## Primera instancia de Chiclayo
A pesar de la gravedad de los hechos, el juez de Chiclayo no concurrió al lugar de los hechos y permitió que el juez de paz enviara a un subalterno a instruir el caso, verbalmente. Este interrogó solo a los atacantes y concluyó que los vascos se habían amotinado en torno a Miner. 
El 21 se presentó por primera vez el gobernador y el juez de Chepén y no detuvieron a los agresores a pesar de estos estar armados, solo se limitaron a constatar las armas que se acusaba haber encontrado con los vascos. 
El día 23 de agosto el mismo juez decretó la libertad de Miner y el encarcelamiento de Valdés, que huyó de la zona.
Finalmente el juez de Chiclayo condenó solo a dos de los atacantes a 4 meses de prisión.

## Apelación a la Corte Superior de la Libertad
Recurrieron los vascos a la Corte Superior de la Libertad, que en una sentencia dictada el 31 de octubre de 1863,: 153  declaró nula la sentencia anterior y ordenó instruir nuevamente la causa.: 152 

## Apelación ante el Tribunal Supremo de la Nación
Salcedo recurrió ante el Tribunal Supremo que el 16 de febrero de 1864 decretó que el tribunal superior de La Libertad había exagerado los sucesos y sobrepasado sus funciones. También declaró nulas las sentencias dictadas por la primera y la segunda instancia.: 153 

## Reacción a las tres sentencias
El historiador Pedro de Novo y Colson escribió en 1882:: 153 
Paréceme que son demasiadas las torpezas reunidas en personas autorizadas, y que tal coincidencia debía ser milagrosa ó rarísima ...
El mismo de Novo considera que la opinión pública peruana estaba de parte de los vascos, que los inmigrantes españoles publicaban artículos que indudablemente hubieran motivado serios conflictos en otros países y que en la misma España se pedía respeto por la separación de poderes en Perú.: 155–156 
Esta sentencia fue considerada por el representante español, José de Ugarte, como un alargamiento indefinido de la causa y protestó ante el ministro de RR.EE. y exigió la satisfacción y las reparaciones que hubiere a lugar a los súbditos vascongados.: 154–155 
En ese momento, el Almirante Luis Hernández-Pinzón Álvarez, que estaba en Callao durante la Comisión científica del Pacífico, se enteró del suceso y decidió intervenir a favor de los españoles. El jefe de una escuadra naval española ocupó las islas Chincha en abril de 1864, y se consideró el incidente como un casus belli que desembocaría en la breve Guerra hispano-sudamericana de 1866, cuyo último episodio es el Combate del Callao del 2 de mayo de 1866.